# Calendario de los Juegos Olímpicos de Pekín 2022
Los XXIV Juegos Olímpicos de Invierno celebrados en Pekín (China) entre el 4 y el 20 de febrero de 2022 incluyeron competiciones en 109 disciplinas de 15 deportes. 
A continuación se detalla el calendario por día de cada final con las respectivas naciones ganadores de medallas (las horas están en horario local: UTC+8).

## Calendario
| 5 de febrero |       |                       |               |              |                |            |
| 1 | 15:45 | Esquí de fondo        | 15 KM F       | Noruega      | ROC            | Austria    |
| 2 | 16:30 | Patinaje de velocidad | 3000 m F      | Países Bajos | Italia         | Canadá     |
| 3 | 17:00 | Biatlón               | Equipos Mixto | Noruega      | Francia        | ROC        |
| 6 de febrero |       |                       |               |              |                |            |
| 7 de febrero |       |                       |               |              |                |            |
| 8 de febrero |       |                       |               |              |                |            |
| 9 de febrero |       |                       |               |              |                |            |
| 10 de febrero                                                                                                   |       |                       |               |              |                |            |
| 11 de febrero                                                                                                   |       |                       |               |              |                |            |
| 12 de febrero                                                                                                   |       |                       |               |              |                |            |
| 13 de febrero 14 de febrero 15 de febrero 16 de febrero 17 de febrero 18 de febrero 19 de febrero 20 de febrero |       |                       |               |              |                |            |
| 105 | 09:05 | Curling               | Torneo F      | Reino Unido  | Japón          | Suecia     |
| 106 | 10:28 | Esquí alpino          | Equipo Mixto  | Austria      | Alemania       | Noruega    |
| 107 | 11:00 | Esquí de fondo        | 30 Km F       | Noruega      | Estados Unidos | Finlandia  |
| 108 | 11:20 | Bobsleigh             | Cuádruple M   | Alemania     | Alemania       | Canadá     |
| 109 | 12:10 | Hockey sobre hielo    | Torneo M      | Finlandia    | ROC            | Eslovaquia |